# تدرویه
تدرویه روستای كلاني از روستاهای منطقه گوده و از توابع بخش مرکزی شهرستان بستک در غرب استان هرمزگان در جنوب ایران واقع شده‌است.
این روستا در ۴۵کیلومتری شمال شرقی شهر بستک واقع شده‌است.

## محدوده تدرویه
از شمال پَاکوه و کوه پَرپَتو، و از جنوب به رودخانه شور، از مغرب به خور دهُنگ، و از مشرق به گیچین و کوه آسیاب محدود می‌گردد. تدرویه دارای ۳ قسمت است که نام آنها شهرک، ده بالا و ده پایین است . 

## جمعیت
دارای ۳۴۲۶ نفر جمعیت و بیش از ۵۰۰ خانواراست که از اهل سنت و از شاخه شافعی هستند یعنی از پیروان امام محمد ادریس شافعی  می‌باشند و به زبان اچمی تکلم می‌کنند.
دارای مسجد، دبستان، راهنمایی، دبیرستان، کتابخانه، آزمایشگاه، سالن ورزشی، برق، لوله‌کشی آب، آب‌انبار برکه، و مدرسه دینی است.
آب زیرزمینی تدرویه برای کشاورزی زیاد خوب نیست، اما برای نخل خوب است. تعداد ۱۰۰۰۰ اصله نخل دیم وجود دارد.

## قنات
در جنوب غربی ده رشته قنات بایری به نام حاجی‌آباد وجود دارد که از دایر بودن آن کسی چیزی بیاد ندارد.
جاده بستک به بندرعباس از کنار تدرویه می‌گذرد.
برکه پاریز در ۶ کیلومتری شمال شرقی تدرویه قرار دارد.
این روستا همواره مورد توجه تعداد زیادی از مردم منطقه و اطراف می‌باشد. یکی از دلایل آنرا می‌توان وجود آب گرم در نزدیکی این روستا دانست و علاوه بر آن پارک تفریحی این روستا نیز همیشه شاهد حضور تعدادی از مردم شهرها و آبادیهای اطراف است. بویژه در فصل بهار و ایام نوروز این روستا یکی از شلوغ‌ترین مناطق شهرستان بستک می‌باشد.
این روستا دارای مردمی بسیار خونگرم و مهمان نواز می‌باشد.

## پاکوه تدرویه
چشمه‌ها و آبادی‌های پاکوه که تابع تدرویه‌است به شرح زیر است:
- گابری (۴۵ خانوار) و ۲۵۱ نفر جمعیت دارد، دارای مسجد، دبستان، آب انبار و در فاصلهٔ ۱۴ کیلومتری تدرویه قرار دارد.
- گیل‌چشمه (۲ خانوار) و ۱۰ نفر جمعیت، ۱۰۰ اصله نخل، فاصله‌اش تا تدرویه ۱۳ کیلومتر است.
- گاله‌چشمه (۳ خانوار) و ۱۵ نفر جمعیت ۲۰۰ اصله نخل در ۱۵ کیلومتری تدرویه واقع شده‌است.
- بت‌چشمه (۴ خانوار) ۲۰ نفر جمعیت ۲۰۰ اصله نخل در فاصله ۱۱ کیلومتری تدرویه قرار دارد.
- گشان‌چشمه (۱۸ خانوار) ۷۰ نفر جمعیت ۵۰۰ اصله نخل در فاصله ۱۱ کیلومتری تدرویه

## فهرست منابع و مآخذ
- محمدیان، کوخردی، محمد،  (شهرستان بستک و بخش کوخرد) ، ج۱. چاپ اول، دبی: سال انتشار ۲۰۰۵ میلادی.
- نگاره‌ها از: محمد محمدیان.
- سلامی، بستکی، احمد.  (بستک در گذرگاه تاریخ)  ج۲ چاپ اول، ۱۳۷۲ خورشیدی.
- عباسی، قلی، مصطفی،  «بستک وجهانگیریه»،  چاپ اول، تهران: ناشر: شرکت انتشارات جهان معاصر، سال ۱۳۷۲ خورشیدی.
- بالود، محمد.  (فرهنگ عامه در منطقه بستک)  ناشر همسایه، چاپ زیتون، انتشار سال ۱۳۸۴ خورشیدی.
- الکوخردی، محمد، بن یوسف، (کُوخِرد حَاضِرَة اِسلامِیةَ عَلی ضِفافِ نَهر مِهران Kookherd, an Islamic District on the bank of Mehran River) الطبعة الثالثة، دبی: سنة ۱۹۹۷ للمیلاد.
- اطلس گیتاشناسی استان‌های ایران [Atlas Gitashenasi Ostanhai Iran] (Gitashenasi Province Atlas of Iran)
- محمد، صدیق «تارخ فارس» صفحه‌های (۵۰ ـ ۵۱ ـ ۵۲ ـ ۵۳)، چاپ سال ۱۹۹۳ میلادی.